# Burg Mandelsloh
Die Burg Mandelsloh ist die abgegangene Stammburg der Herren von Mandelsloh bei dem Stadtteil Mandelsloh der Stadt  Neustadt am Rübenberge in der Region Hannover in Niedersachsen.

## Geschichte
Das Geschlecht der Herren von Mandelsloh erschien erstmals 1167 in der historischen Überlieferung. Wann sie in Mandelsloh erstmals eine Burg errichteten, ist mangels archäologischer Untersuchungen bislang ungeklärt. 1243 erhielten sie vom Bistum Minden ein Burglehen, was ein mögliches Indiz für die damalige Existenz einer Burg ist. Die erste sichere Nachricht über die Burg betrifft die Umstände ihres Endes. 1376 nahm Rabodo Wale, Vogt Herzogs Albrecht von Sachsen-Wittenberg, während des Lüneburger Erbfolgekriegs die Burg Mandelsloh ein. 1385 wird nach einer erneuten Eroberung der Burg vertraglich festgelegt, dass die Herren von Mandelsloh Bergfried, Planken und Erker zu brechen sowie die Gräben zu verfüllen haben. Verschont bleiben sollen lediglich das „Lange Haus“, ein Ackerhaus und die Scheune. Die Burg wurde nicht wieder aufgebaut. Etwas westlich vom Burgplatz wurde ein Rittergut errichtet, das 1922 abbrannte. 

## Beschreibung
Von der Burg sind heute oberflächlich keine Spuren mehr vorhanden. In einem Luftbild von 1970 sind zwei Grabenzüge von max. 5 m Breite zu erkennen, die jeweils eine ungefähr quadratische Fläche umgeben. Vermutlich handelt es sich bei der etwas größeren und ausgeprägteren Anlage im Süden um die Hauptburg, an die sich leicht nach Nordwesten versetzt die etwas kleinere Vorburg anschließt.
Nach einer 1896 publizierten Skizze, deren faktische Grundlagen aber unbekannt sind, lag die Burg als Insel in einer kolkartigen Erweiterung des Seegrabens. Sie besaß eine Seitenlänge von ca. 60–70 m. Die Gebäude gruppierten sich auf allen Seiten um den Hof, an den Ecken standen Rundtürme.